# Rue de la Commune (Liège)
Pour les articles homonymes, voir Rue de la Commune.
La rue de la Commune est une rue du quartier d'Outremeuse à Liège en Belgique (région wallonne). 

## Histoire
Comme tout le quartier construit autour de la place du Congrès, la rue est percée vers 1880 au lieu-dit des Prés Saint-Denis (parties nord et est d'Outremeuse).  

## Description
Cette voie plate, rectiligne et pavée mesurant environ 126 m est l'une des sept voiries partant de la place du Congrès. Elle relie cette place circulaire à la rue de la Loi. 

## Architecture

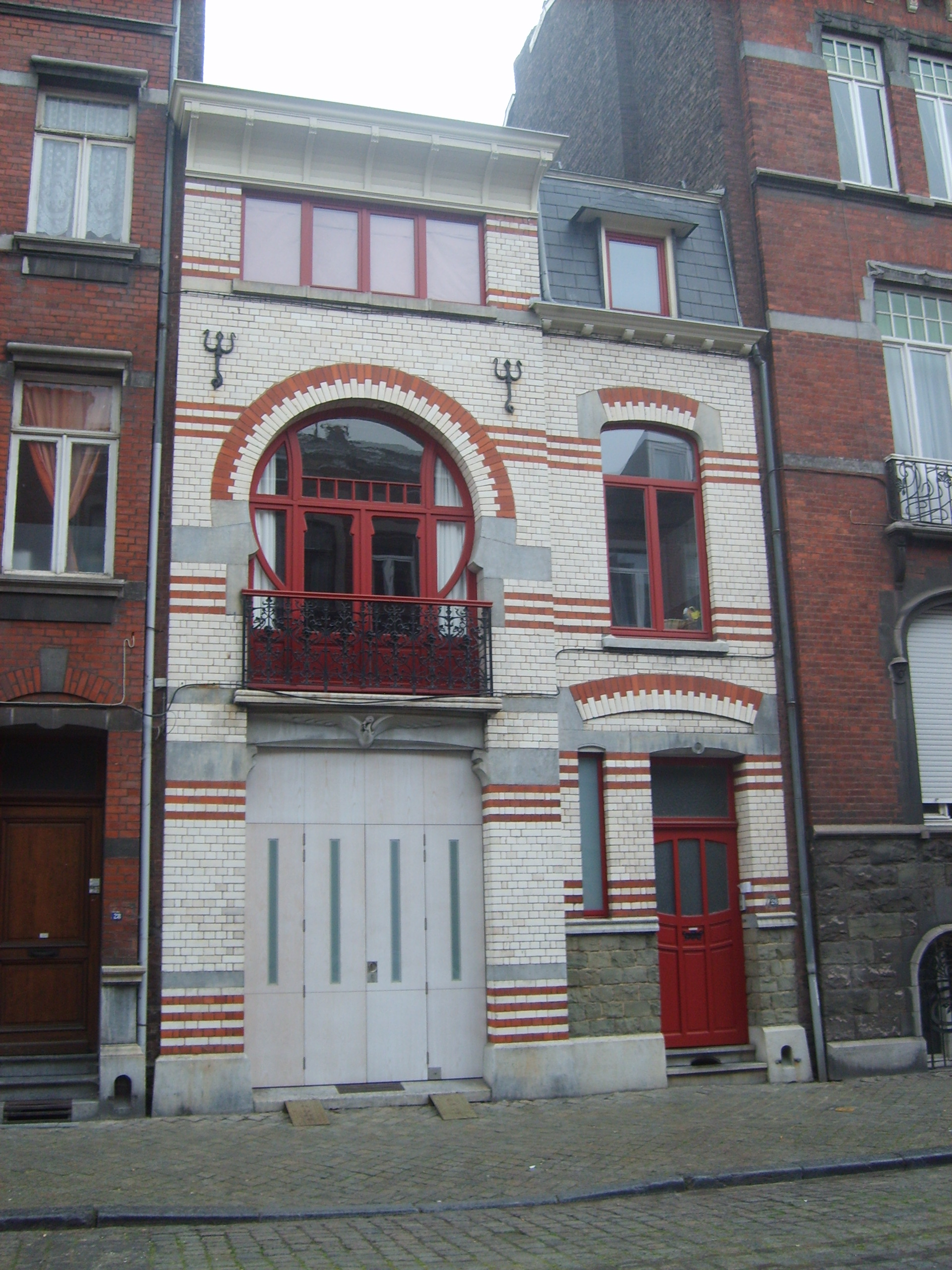
La maison Poilvache, située au no 26

La rue compte une trentaine d'immeubles érigés pour la plupart à la fin du XIXe siècle et au début du XXe siècle. Cinq d'entre eux ont été réalisés dans un style Art nouveau :
- au no 3, un immeuble réalisé d'après les plans de l'architecte M. Lagasse et daté en façade de 1907 ; baies avec linteaux bombés et moulurés, ferronnerie formant des cercles et travée de droite surmontée d'un pignon arrondi[1],
- au no 24, un immeuble réalisé d'après les plans de l'architecte Joseph Bottin ; ferronnerie en coup de fouet et porte d'entrée en bois sculpté avec une petite tête casquée sculptée dans la pierre sur le pied-droit de cette porte,
- au no 26, la maison Poilvache due à l'architecte A. Mottet en 1903,
- au no 30, la maison Steenebruggen réalisée d'après les plans de l'architecte Joseph Crahay ; baie d'imposte formant un cercle et surmontée par un arc brisé en pierres de taille,
- au no 32, immeuble de coin avec linteaux moulurés et baies avec boiseries d'origine conservées au rez-de-chaussée.

## Voiries adjacentes
- Rue de la Loi
- Place du Congrès